# (307982) 2004 PG115
(307982) 2004 PG115 est un objet épars de magnitude absolue 5,0 ce qui le qualifie comme un candidat au statut de planète naine.
Son diamètre est estimé à 460 km.